# Wittenberg
Wittenberg, in italiano antico Vittimberga, è una città della Sassonia-Anhalt (Germania) di 45 535 abitanti, situata sul fiume Elba.
L'importanza di Wittenberg è dovuta alla sua stretta correlazione con la figura di Martin Lutero e gli inizi della Riforma protestante: molti degli edifici storici della città sono associati con gli eventi di quel tempo. Parte del convento agostiniano in cui Lutero dimorò, prima come semplice frate e successivamente come priore, si è conservato fino ai giorni nostri, la Lutherhaus, ed è considerata uno dei principali musei del mondo dedicati alla sua figura, contenente numerosi oggetti d'arte medievali e ritratti eseguiti da Lucas Cranach il Vecchio e dal figlio.
Nel 1997 Wittenberg è stata inserita nell'elenco dei Patrimoni dell'umanità dell'UNESCO insieme a Lutherstadt Eisleben, la città in cui Martin Lutero nacque e morì, in virtù dei numerosi monumenti storici a lui collegati. La città si fregia del titolo di Lutherstadt Wittenberg.

## Storia
La città venne menzionata per la prima volta nel 1180, come un piccolo villaggio fondato da immigranti provenienti dalle Fiandre. Nel 1293 l'insediamento venne promosso a città, e nei secoli successivi si sviluppò soprattutto dal punto di vista commerciale grazie alla sua invidiabile posizione geografica.
Wittenberg divenne famosa alla fine del XV secolo, quando Federico III di Sassonia vi stabilì la sua residenza. In quei giorni vennero costruite numerose strutture cittadine: un secondo ponte sull'Elba (fra il 1486 e il 1490) e la Schlosskirche (fra il 1490 e il 1499), oltre alla ricostruzione completa del palazzo di corte.
Fu la capitale del piccolo Ducato di Sassonia-Wittenberg, i cui regnanti divennero poi principi elettori, titolo conservato fino a metà del XVI secolo. Nel 1502 venne fondata l'università di Wittenberg, in cui insegnarono molti importanti pensatori dell'epoca, fra i quali lo stesso Lutero (professore di teologia a partire dal 1508) e Filippo Melantone (professore di greco dal 1518).
Il 31 ottobre 1517 Martin Lutero appese le sue famose 95 tesi sulla porta principale della Schlosskirche, contro la vendita delle indulgenze, fatto che è stato posto come data di inizio della Riforma protestante. Il movimento anabattista ebbe uno dei suoi primi punti di diffusione a Wittenberg, quando tre esponenti del movimento vennero in città provenienti da Zwickau nel 1521, solo per essere cacciati da Lutero quando egli ritornò da Wartburg nel 1522.
Nel 1760 la città venne bombardata dagli austriaci e, nel 1806, occupata dalle truppe francesi di Napoleone. Nel 1815 venne conquistata dalla Prussia, restando una delle fortezze dell'impero fino al 1873.
Durante la seconda guerra mondiale Wittenberg venne risparmiata dai bombardamenti degli Alleati, che strinsero un accordo in tal senso benché nella città si combattesse (cosa testimoniata per esempio dai fori di proiettile sulle statue di Martin Lutero e Melantone). Alla fine della guerra Wittenberg venne occupata dalle truppe sovietiche e, nel 1949, divenne parte della Germania Est.
Dopo la rivoluzione pacifica del 1989 il Partito Socialista Unificato di Germania, fino allora al potere, venne esautorato e a partire dal 1990 la città fa parte della Germania riunificata.

## Monumenti e luoghi d'interesse

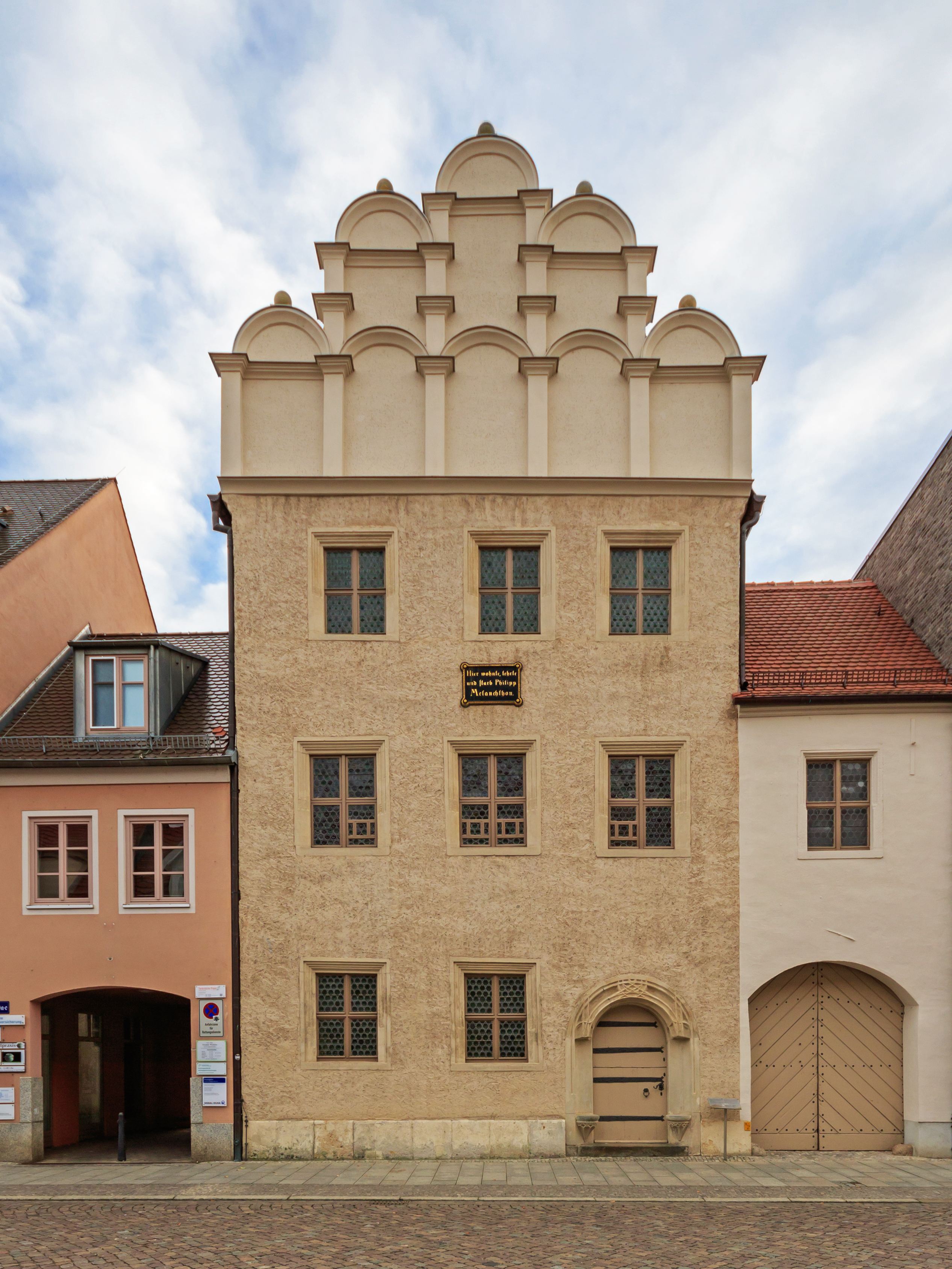
La casa di Melantone, professore di greco e attivo difensore delle tesi di Lutero

La Schlosskirche, dedicata a Tutti i Santi, edificio del XV secolo, è il più noto monumento della città. I suoi portali in legno vennero bruciati durante un bombardamento nel corso della guerra dei sette anni, per poi essere ricostruiti e restaurati alla fine del XIX secolo. Nel 1858 le porte in legno vennero sostituite da porte in bronzo, sulle quali venne inciso in latino il testo delle 95 tesi di Lutero. All'interno della chiesa si trovano le tombe di Lutero e di Melantone, oltre a quelle di Federico il Saggio (realizzata nel 1527 da Peter Vischer) e di Giovanni di Sassonia (realizzata da Hans Vischer).
La chiesa di Santa Maria (Stadtkirche), la parrocchiale in cui spesso Martin Lutero predicava, venne eretta nel XIV secolo ma è stata successivamente profondamente modificata. All'interno della chiesa è presente un famoso dipinto di Lucas Cranach il Vecchio raffigurante l'Ultima Cena, in cui compaiono i volti di Lutero e dei riformatori.
Altri luoghi storici della città sono: l'antico palazzo in cui risiedeva il Principe elettore, gravemente danneggiato nel 1760 e che oggi contiene gli archivi della città; la casa di Melantone e di Cranach il Vecchio, che fu anche sindaco di Wittenberg; le statue di Lutero e Melantone; il sito in cui Lutero il 10 dicembre 1520 bruciò pubblicamente la bolla papale Exsurge Domine, in cui oggi sorge una quercia.

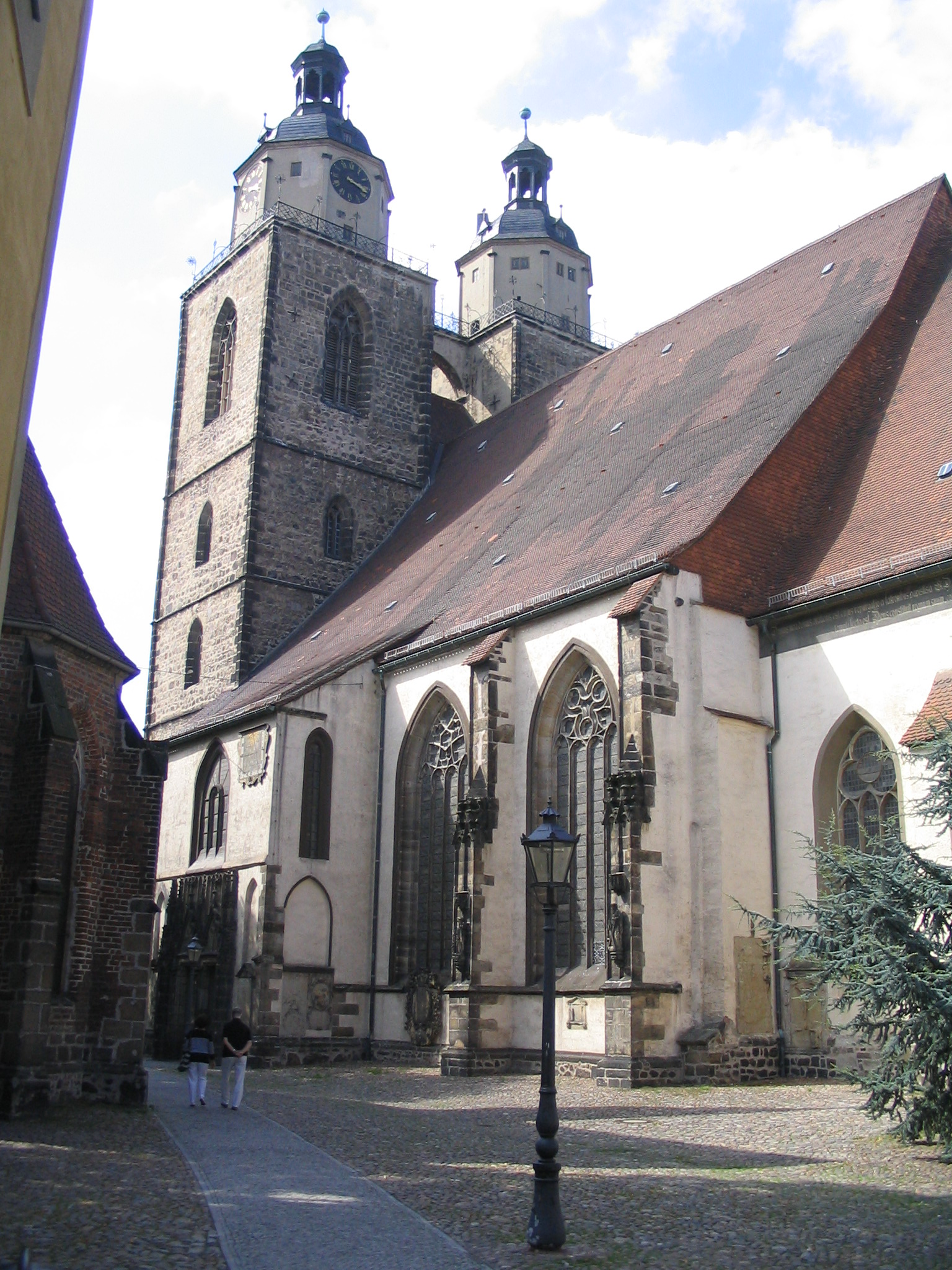
Una vista laterale della Stadtkirche

## Cultura
Wittenberg ha una lunga tradizione per quanto riguarda gli eventi culturali. Durante gli anni della Germania Est il teatro della città, il Mitteldeutsches Landestheater, era considerato uno dei più importanti a livello europeo. Dal 1996 a Wittenberg si tengono spettacoli all'aperto basati sulla storia luterana, sullo sfondo dei luoghi storici in cui accaddero gli eventi. Nel 2001 e nel 2005 la direzione artistica di tali spettacoli, denominati "Bühne Wittenberg", viene presa da Fernando Scarpa, che realizza messinscene che hanno riscosso consensi a livello non solo nazionale.
A Wittenberg ha anche sede la Casa della storia Lutherstadt Wittenberg, un centro di documentazione dedicato alla storia della vita quotidiana in Germania centrale nel XX secolo e nell'età contemporanea, con attenzione speciale alle fasi della Repubblica Democratica Tedesca (DDR) e dell'occupazione sovietica. L'istituzione racchiude in sé un museo storico-etnografico e un archivio.

## Geografia antropica
Il territorio della città di Wittenberg è diviso in 12 municipalità (Ortschaft), a loro volta ulteriormente divise in frazioni (Ortsteil):
| Municipalità  | Frazioni                          |
| ------------- | --------------------------------- |
| Abstdorf      | Abtsdorf Euper Karlsfeld          |
| Apollensdorf  | Apollensdorf Apollensdorf-Nord    |
| Boßdorf       | Assau Boßdorf Kerzendorf Weddin   |
| Griebo        | Griebo                            |
| Kropstädt     | Jahmo Köpnick Kropstädt Wüstemark |
| Mochau        | Mochau Thießen                    |
| Nudersdorf    | Nudersdorf                        |
| Pratau        | Pratau Wachsdorf                  |
| Reinsdorf     | Braunsdorf Dobien Reinsdorf       |
| Schmilkendorf | Schmilkendorf                     |
| Seegrehna     | Seegrehna                         |
| Straach       | Berkau Grabo Straach              |

Ogni municipalità è amministrata da un "consiglio locale" (Ortschaftsrat).

## Amministrazione

### Gemellaggi
- Bretten, Germania, dal 1990
- Springfield, Ohio, Stati Uniti, dal 1995
- Békéscsaba, Ungheria, dal 1999
- Haderslev, Danimarca, dal 2004